# Mistrovství České republiky v lyžařském orientačním běhu 2023
Mistrovství České republiky v lyžařském orientačním běhu 2023 proběhlo v jedné individuální a jedné týmové disciplíně. Ostatní závody - mistrovství na krátké trati a mistrovství dospělých na klasické trati - byly zrušeny z důvodu špatných sněhových podmínek.

## Mistrovství ČR štafet
Závod proběhl v sobotu dopoledne poblíž Jestřabí v Krkonoších za mírné oblevy, mlhavého počasí, mrholení a teplotách okolo 0 °C. Závod se jel především na loukách, kde leželo 40–70 cm sněhu. Pořadatel najel cca 40% tratí rolbou, zbytek byl upraven skútrem. Původně se měl závod konat v polovině ledna, z důvodu nedostatku sněhu byl přesunut na tento termín.
Závod proběhl souběžně s Veteraniádou ČR, na startu bylo dohromady 78 štafet.

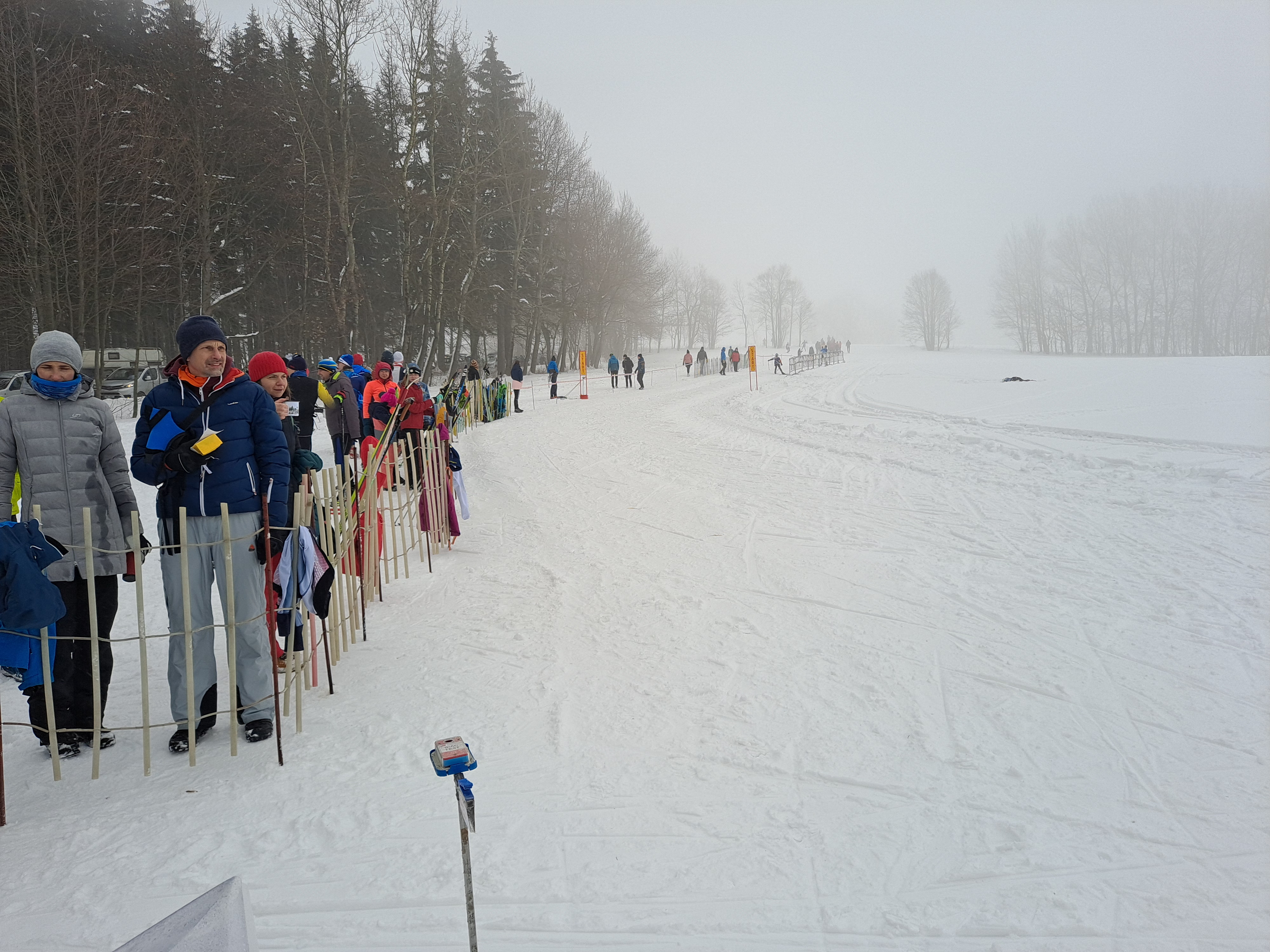
Prostor startu a předávky
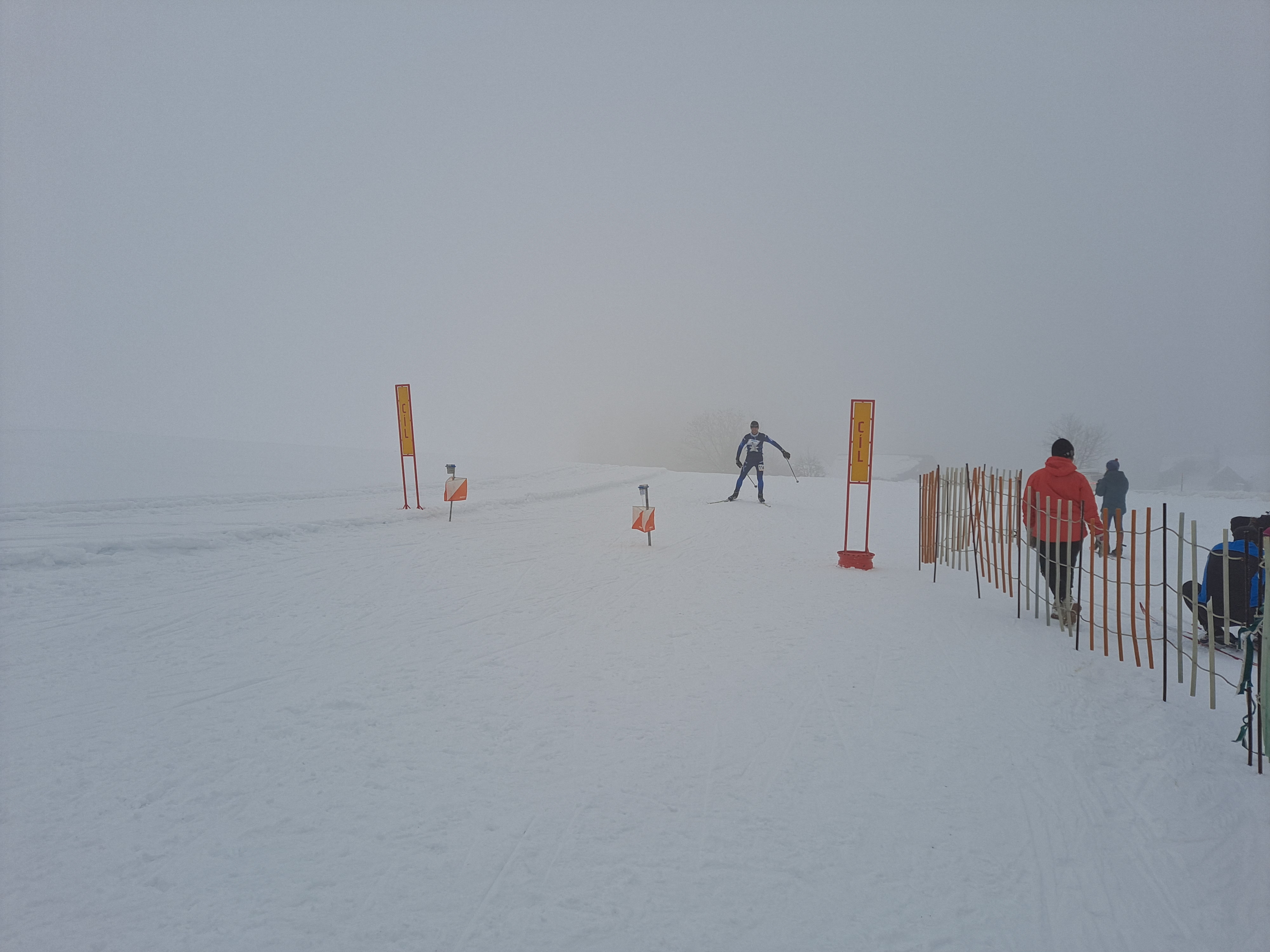
Prostor cíle

| Datum závodu   | 11. 2. 2023 |  | Místo konání    | Jestřabí v Krkonoších – Roudnice • aréna |  | Pořadatel       | SK Studenec |
| Ředitel závodu | Petr Junek  |  | Hlavní rozhodčí | Martin Vik                               |  | Stavitel tratí  | Petr Junek  |
| Název mapy     | Vurmovka    |  | Web závodu      | www                                      |  | Výsledky závodu | ORIS        |

| Zlatá medaile    | KOS Slavia Plzeň Antonín Svoboda Lukáš Richtr Marek Hasman               | 1:36:43          |                  | Zlatá medaile    | SK Studenec Tereza Chrástová Magdalena Chrástová Barbora Pušová              | 1:55:34          |                  |
| Stříbrná medaile | Slavia Liberec orienteering Jakub Vodrážka Jan Kolaja Jakub Škoda        | 1:40:34          | +3:51            | Stříbrná medaile | OK Slavia Hradec Králové Hana La Carborana Martina Čečková Zuzana Jedličková | 2:01:00          | +5:26            |
| Bronzová medaile | KOB Dobřichovice Tomáš Rusý Lukáš Kettner Kryštof Průša                  | 1:40:43          | +4:00            | Bronzová medaile | Oddíl OB Kotlářka Barbora Baldrianová Zuzana Jiřištová Markéta Janečková     | 2:04:15          | +8:41            |
| 4                | Sportovní klub ve Vrbně pod Pradědem Radek Peňáz Vojtěch Peňáz           | 1:41:40          | +4:57            | 4                | KOS Slavia Plzeň Jolana Štraitová Kamila Richtrová Lenka Hasmanová           | 2:18:19          | +12:45           |
| 5                | OK Jihlava Matěj Venhoda Milan Venhoda Jan Lauerman                      | 1:43:07          | +6:14            |                  |                                                                              |                  |                  |
| Pořadí           | H18 – dorostenci                                                         | H18 – dorostenci | H18 – dorostenci | Pořadí           | D18 – dorostenky                                                             | D18 – dorostenky | D18 – dorostenky |
| Zlatá medaile    | USK Praha Vojtěch Teringl Štěpán Termer Vilém Štrait                     | 1:54:47          |                  | Zlatá medaile    | USK Praha Eva Baldrianová Hana Malečková Tereza Pecková                      | 1:18:15          |                  |
| Stříbrná medaile | TJ Tatran Jablonec nad Nisou Marek Lesák Zuzana Nagyová Jan Zurynek      | 2:00:59          | +6:12            | Stříbrná medaile | Sportcentrum Jičín Viktorie Vyziblová Barbora Chrástová Sheila Havrdová      | 1:28:00          | +9:45            |
| Bronzová medaile | Klub vytrvalostních sportů Šumperk Patrik Štábl Adam Bláha Lukáš Tomanek | 2:08:03          | +13:16           | Bronzová medaile | USK Praha Klára Zakouřilová Pavlína Malečková Michaela Gajdová               | 1:36:43          | +18:28           |

Souhrnné informace naleznete v článku Mistrovství České republiky v lyžařském orientačním běhu štafet.

## Mistrovství ČR na klasické trati dorostu a juniorů
V neděli pokračovaly ve stejném prostoru závody na klasické trati. Závod měl být původně mistrovský pro všechny kategorie, ale z důvodu přeložení závodu z lednového termínu a vzniklé kolize se Světovým pohárem v Norsku byl závod mistrovstvím pouze pro dorost a juniory. Současně proběhla Veteraniáda ČR.
Po deštivé noci a ranní námraze se dopoledne vyčasilo a závod se jel v slunného počasí při teplotách okolo 4 °C. Sněhu bylo stále dostatek, ale byl mokrý a těžký a mimo rolbované stopy se propadával a jelo se velmi obtížně.
Štáb České televize na závodech natáčel reportáž pro stanici Déčko s účastníky nejmladší kategorie veřejného závodu.

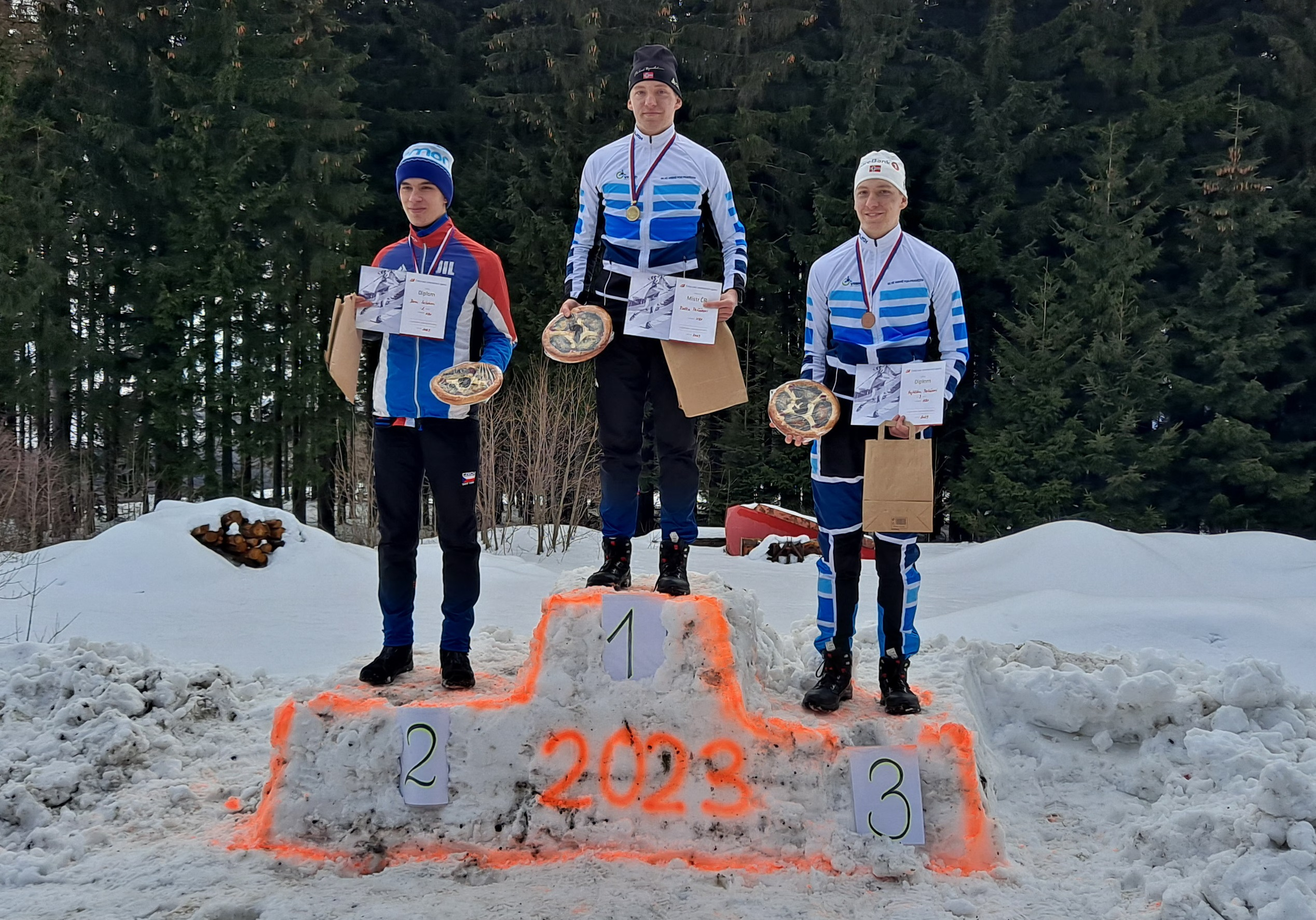
Stupně vítězů H20
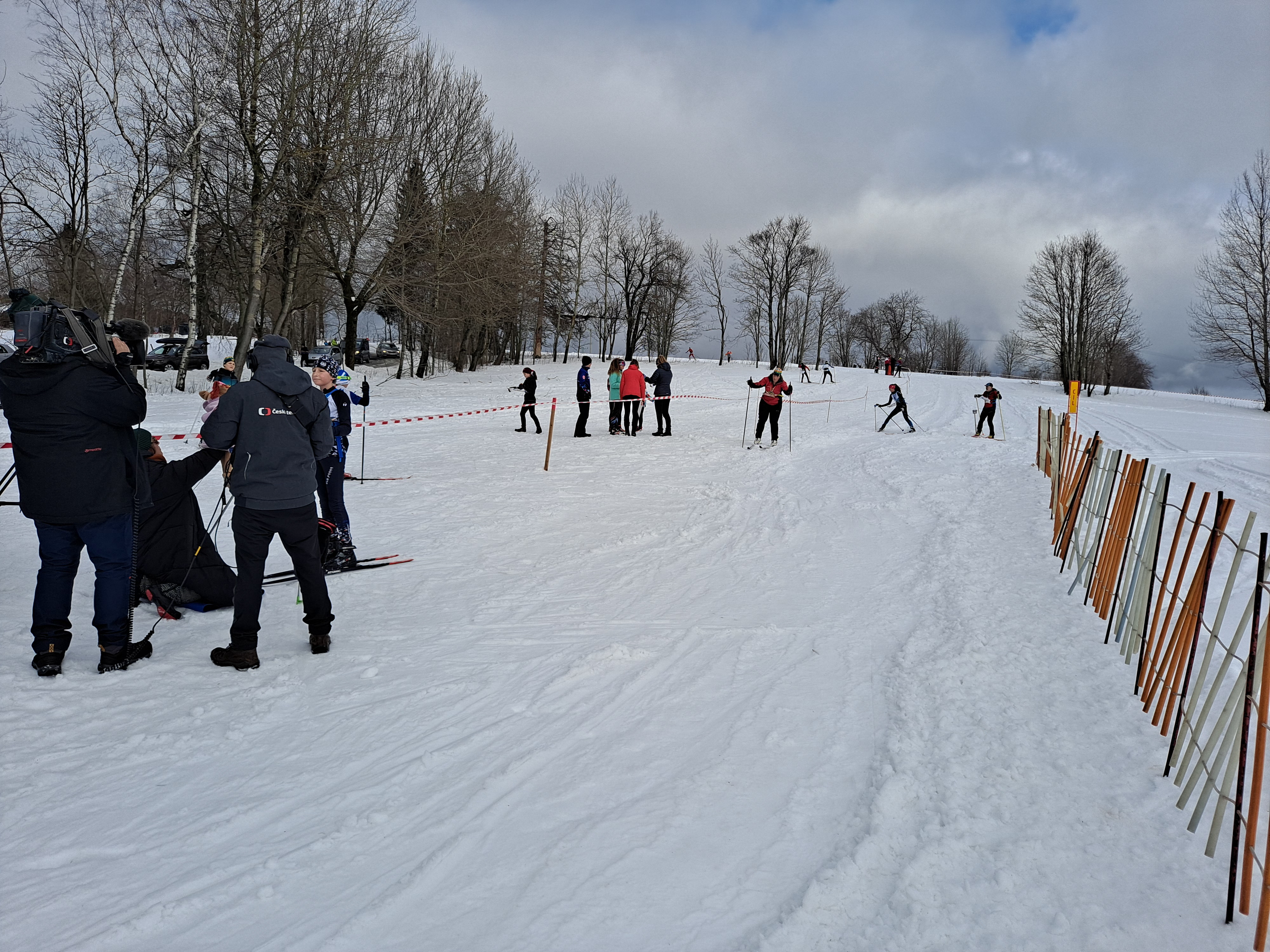
Prostor cíle
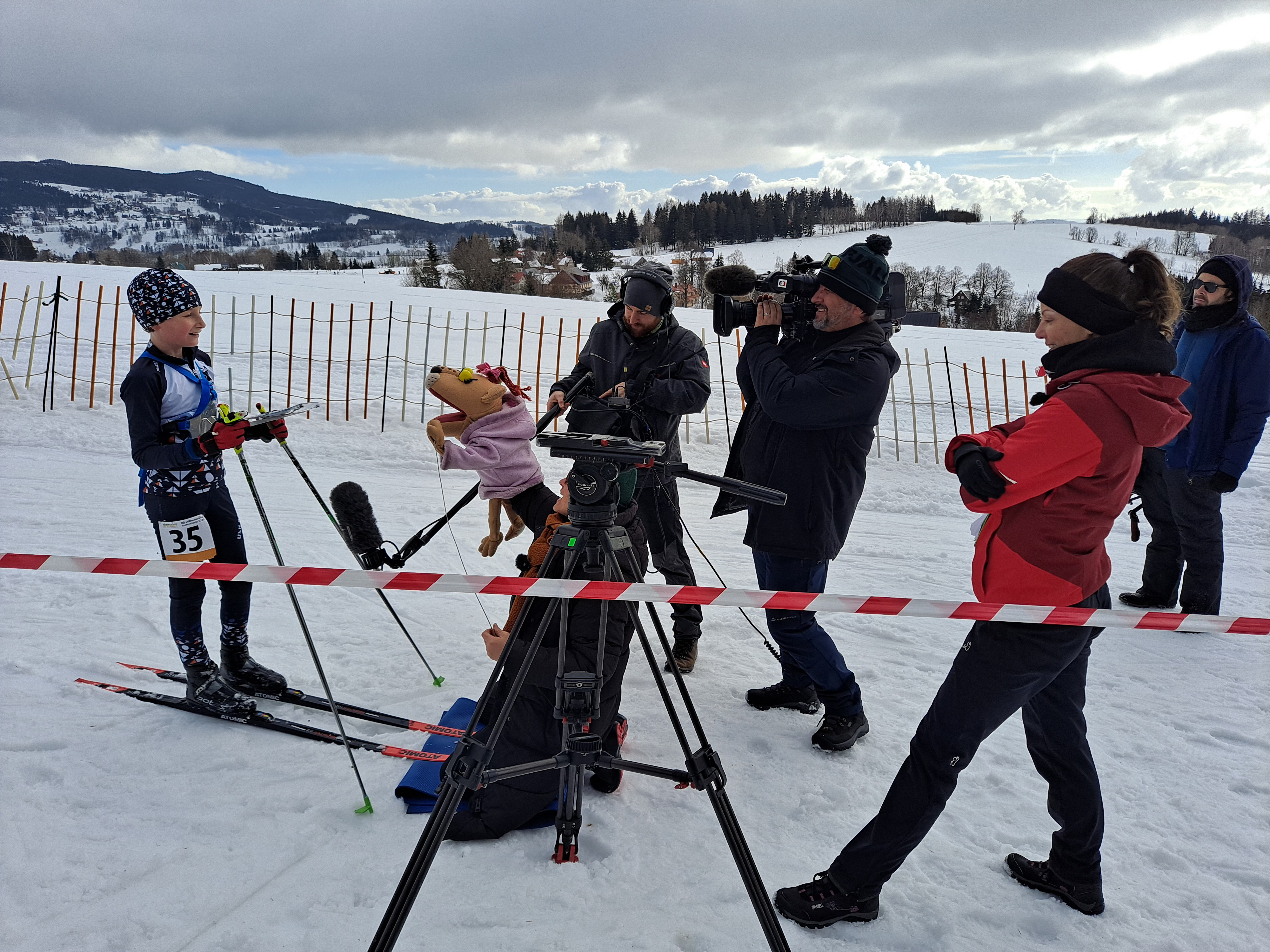
Štáb České televize

| Datum závodu   | 12. 2. 2023 |  | Místo konání    | Jestřabí v Krkonoších – Roudnice • aréna |  | Pořadatel       | SK Studenec |
| Ředitel závodu | Petr Junek  |  | Hlavní rozhodčí | Martin Vik                               |  | Stavitel tratí  | Petr Junek  |
| Název mapy     | Kobyla      |  | Web závodu      | www                                      |  | Výsledky závodu | ORIS        |

| Zkrácené výsledky | Zkrácené výsledky | Zkrácené výsledky                    | Zkrácené výsledky | Zkrácené výsledky | Zkrácené výsledky | Zkrácené výsledky | Zkrácené výsledky           | Zkrácené výsledky | Zkrácené výsledky |
| Pořadí            | H20 - junioři     | H20 - junioři                        | H20 - junioři     | H20 - junioři     | Pořadí            | D20 - juniorky    | D20 - juniorky              | D20 - juniorky    | D20 - juniorky    |
| ----------------- | ----------------- | ------------------------------------ | ----------------- | ----------------- | ----------------- | ----------------- | --------------------------- | ----------------- | ----------------- |
| Zlatá medaile     | Radek Peňáz       | Sportovní klub ve Vrbně pod Pradědem | 49:33             |                   | Zlatá medaile     | Michaela Srbová   | OK Lokomotiva Pardubice     | 50:42             |                   |
| Stříbrná medaile  | Dan Salaba        | OK Jilemnice                         | 52:40             | +3:07             | Stříbrná medaile  | Hana Malečková    | USK Praha                   | 51:30             | +0:48             |
| Bronzová medaile  | Vojtěch Peňáz     | Sportovní klub ve Vrbně pod Pradědem | 54:22             | +4:49             | Bronzová medaile  | Tereza Pecková    | Slavia Liberec orienteering | 52:55             | +2:13             |
| Pořadí            | H17 - dorostenci  | H17 - dorostenci                     | H17 - dorostenci  | H17 - dorostenci  | Pořadí            | D17 - dorostenky  | D17 - dorostenky            | D17 - dorostenky  | D17 - dorostenky  |
| Zlatá medaile     | Filip Mairich     | Team Jizerky                         | 41:41             |                   | Zlatá medaile     | Barbora Chrástová | SK Studenec                 | 42:29             |                   |
| Stříbrná medaile  | Vladimír Srb      | OK Lokomotiva Pardubice              | 45:15             | +3:34             | Stříbrná medaile  | Eva Baldrianová   | USK Praha                   | 44:42             | +2:13             |
| Bronzová medaile  | Vilém Štrait      | USK Praha                            | 46:53             | +5:12             | Bronzová medaile  | Sheila Havrdová   | Sportcentrum Jičín          | 44:55             | +2:26             |

Souhrnné informace naleznete v článku Mistrovství České republiky v lyžařském orientačním běhu na klasické trati.